# 何罗鱼
何罗鱼，是中国传说中怪鱼。有一个头但是有十个身体。叫声像狗叫，吃了能治疗臃肿病。记载于《山海经·北山经》

## 参看
中国妖怪列表